# انقلاب شناختی
انقلاب شناختی (انگلیسی: Cognitive revolution) جنبشی فکری بود که در دهه ۱۹۵۰ به‌عنوان مطالعه‌ای میان‌رشته‌ای از ذهن و فرایندهای آن آغاز گشت و از آن حوزه جدیدی به‌نام علوم شناختی پدید آمد. حوزه‌های مرتبط از پیش موجود روان‌شناسی، زبان‌شناسی، علوم رایانه، انسان‌شناسی، علوم اعصاب و فلسفه بودند.